# Coleophora conyzae
Coleophora conyzae é uma espécie de mariposa do gênero Coleophora pertencente à família Coleophoridae.